# Рабиа аль-Адавия
Ра́биа аль-Адави́я аль-Кайси́я аль-Басри́я (араб. رابعة العدوية القيسية البصرية‎; 717, Басра — 801, Елеонская гора) — видная представительница басрийской школы аскетов (зухд), героиня многочисленных исламских притч, прославляющих бескорыстную любовь к Богу.

## Биография
До наших дней сохранились фрагментарные и иногда полулегендарные сведения о жизни Рабии аль-Адавии. Исследователь суфизма Маргарет Смит отмечает, что некоторые средневековые авторы в своих трудах путали аль-Адавию с её тёзкой Рабией из Сирии, умершей за 40 лет до Басрии. Одно из наиболее полных жизнеописаний было оставлено персидским поэтом Фаридом ад-Дин Аттаром, жившим в XII веке. Родилась в бедной семье в городе Басре. О родителях не сохранилось исторических сведений. Тот факт, что Рабию не называли по имени отца, как это принято для незамужних женщин в исламе, возможно, свидетельствует о том, что она была рабыней. По некоторым источникам, рано оставшись сиротой, она была продана разбойниками в рабство. Однажды очередной из её хозяев настолько был тронут её преданностью и молитвам Богу, что отпустил её на волю. Так или иначе, освободившись от рабства, аль-Адавия стала полностью свободной женщиной, над которой не было обычной опеки родственников-мужчин.
Аттар приводил легенду, связанную с рождением Рабии. У её отца уже было трое дочерей, и поэтому новорождённую назвали Рабией (Четвёртой). В доме не было масла для светильника, но мать хотела увидеть младшую дочь, а отец, дав обет ничего не просить у существ, созданных Богом, ничем не мог ей помочь. Во сне к нему явился пророк Мухаммед и предрёк, что его дочь станет великой святой, приказав обратиться к эмиру Басры за деньгами — помощь беднякам должна была стать искуплением эмиру за нарушение обета.
По возвращении Рабиа стала известна как одна из величайших исламских аскетов, отказавшись от брака и умышленно живя в бедности. Большую часть жизни она провела в родной Басре. Рабиа аль-Адавия стала одним из центральных персонажей многочисленных притч и легенд, в которых подчёркивалась идея о бескорыстной и всепоглощающей любви к Богу, во имя которой она отреклась от земных благ.
Современником Рабии был Хасан аль-Басри, также считающийся одним из первых исламских аскетов. Рабиа регулярно приходила на его проповеди. Однажды, когда она не пришла вовремя, он не начал проповедь и слушатели поинтересовались, кого он ждёт. Хасан ответил, что какая бы мудрость ни была в его словах, они приходят к нему из сердца Рабии.
Руки Рабии просили эмир Басры Мухаммед бин Сулейман и множество благочестивых людей, однако дать верные ответы на четыре вопроса, без которых она даже не рассматривала предложение, смог только Хасан. Однако и на его предложение последовал ответ, что Рабиа прекратила своё существование и полностью покинула себя, что её существование — во Всевышнем. В дальнейшем многие из легенд рассказывают про обоих — Рабию и Хасана.
Считается, что Рабиа похоронена на Елеонской горе, в месте, где находится мечеть XVII века.

## Философские взгляды
Мудрость, по мнению аль-Адавии, заключалась в знании Бога и полной преданности ему. Величие человека заключалось в следующих вещах: чистоте сердца, молитвах, преданности и вере в защиту Всевышнего и направлении всех своих помыслов на Бога. Аль-Адавия учила, что тот, кто отдаётся на милость Всевышнего, находится под Его защитой.
В описаниях аль-Адавия предстаёт полностью отрекшейся от мира. Её аскетичный и простой образ жизни являлся средством ухода от мирских конфликтов, что роднило её взгляды с уставом францисканцев. Согласно одной из легенд, ученик, заметивший, что Рабиа проводит в молитвах всю ночь, спя лишь короткое время в конце дня, спросил, существует ли что-то, что она хотела бы поесть. Рабиа ответила: «Ты знаешь, что я люблю финики, которые растут здесь в изобилии. Но я не съела ни одного, так как я слуга одного Господина и у меня есть немного скромных обязанностей. Или я буду есть, или довольствуюсь тем, что Возлюбленный (так называли суфии Бога) пошлёт мне».
На вопросы о Рае Рабиа отвечала: «Сначала Сосед, потом дом». Согласно пояснениям аль-Газали это означало, что она стремилась не к Раю, а к Господу. Позднее её учение войдет в суфийскую концепцию о надежде и страхе.

## Отражение в современной культуре
- В 1963 году в Египте был снят фильм, рассказывающий историю Рабии аль-Адавии, песни к которому были записаны Умм Кульсум.[24]